# 澤田幹
澤田 幹（さわだ みき、1959年 - ）は、日本の経営学者。金沢大学人間社会研究域経済学経営学系教授。専門は人事労務管理、経営管理論。

## 略歴
- 1982年 - 滋賀大学経済学部卒業
- 1984年 - 滋賀大学大学院経済学研究科修了
- 1989年 - 同志社大学大学院商学研究科単位取得満期退学
- 1989年 - 金沢大学助手
- 1991年 - 金沢大学経済学部助教授
- 2004年 - 金沢大学経済学部教授
- 2008年 - 金沢大学人間社会研究域経済学経営学系教授に配置替え

## 著書

### 共著
- 『新時代の企業経営』（同文館、1998年）
- 『労使関係の経営学』（税務経理協会、1999年）
- 『人的資源管理論』（ミネルヴァ書房、2000年）
- 『情報社会の人と労働』（学文社、2001年）
- 『大学教員の人事評価システム』（中央経済社、2006年）
- 『人事労務管理用語辞典』（ミネルヴァ書房、2007年）

### 共編著
- 『明日を生きる人的資源管理入門』（ミネルヴァ書房、2008年）

### 訳書
- エスピン・アンデルセン，マリーノ・レジーニ『労働市場の規制緩和を検証する』（青木書店、2004年）